# Monastiraki (Rétino)
Monastiraki (en griego, Μοναστηράκι) es un pueblo de la isla de Creta (Grecia) que pertenece a la unidad periférica de Rétino, al municipio de Amari y a la unidad municipal de Sivritos. En sus inmediaciones se encuentra un yacimiento arqueológico que contiene restos de la civilización minoica.

## Yacimiento arqueológico

### Historia de las excavaciones
El sitio arqueológico fue excavado por primera vez por arqueólogos alemanes durante la Segunda Guerra Mundial. A partir de 1980 se iniciaron nuevas excavaciones que continúan en la actualidad, dirigidas por Athanasia Kanta.

### Restos arqueológicos
Las excavaciones han sacado a la luz los restos de un palacio que floreció aproximadamente entre los años 1900 y 1700 a. C., en el periodo paleopalacial y que fue destruido por un incendio causado tal vez por un terremoto. Se ha relacionado este lugar con la antigua ciudad de Sibrita, cuyos restos están en una colina a pocos kilómetros de este palacio. 
El complejo, del que se han descubierto hasta el momento 90 habitaciones, tenía al menos un piso superior que servía de residencia, de centro administrativo y de confección de telas. En la planta baja había almacenes, talleres y posiblemente allí también se realizara algún ritual religioso. Se cree que una de las salas principales servía como sala de simposios. Se han encontrado restos de cerámica así como de un taller donde esta se fabricaba. También hay restos de pintura que decoraba el edificio. Sin embargo, no se han encontrado signos de escritura.  
La construcción de los almacenes, al igual que otros edificios del mismo periodo de otros lugares, se hacía con pequeñas piedras aglutinadas por barro. La estructura estaba soportada por un marco de madera. Otras partes del complejo palacial, en cambio, estaban construidas por grandes piedras y decoradas con pinturas. 
El carácter palacial de los hallazgos de Monastiraki se ve reforzado por el hallazgo de tres archivos con cientos de sellos de arcilla cuyo estudio muestra su similitud con el sistema de sellado que se usaba en el palacio de Festo. También se han encontrado pesas numeradas que, al igual que los sellos, muestran la existencia de un control de los productos que pertenecían al área de influencia de este lugar.
Después de su destrucción en 1700 a. C., el palacio no fue reconstruido.    